# Extreme Emission-Line Galaxy
Extreme Emission-Line Galaxies (kurz EELG) sind Zwerggalaxien in kosmologischen Entfernungen, deren Emissionslinien eine Äquivalentbreite des verbotenen zweifach ionisierten Sauerstoffs und/oder der Wasserstofflinien (meist Hα) von mehr als 100 Ångström zeigen. Sie werden interpretiert als eine kurze Phase mit einem extremen Starburst, bei dem der Großteil der Sterne dieser Galaxien entsteht.

## Eigenschaften
Extreme Emission-Line Galaxies haben folgende Eigenschaften:
- Die Äquivalentbreite des [OIII] oder Hα/Lyα beträgt zwischen 100 und 1000 Ångström.
- Die Aktivität kann nicht durch ein zentrales schwarzes Loch in Form eines aktiven Galaxienkerns erklärt werden, aufgrund z. B. des Fehlens von Röntgenstrahlung oder eines Jets im Radiobereich.
- Die Masse der Zwerggalaxien liegt im Bereich von 107 bis 1010 Sonnenmassen.
- Die Galaxien zeigen einen stark blauen Farbindex.
- Die Metallizität ist gering, mit einem Median von 20 Prozent der solaren Häufigkeit.
- Die Morphologie der Galaxie ist nicht achsensymmetrisch, häufig mit einer kometenartigen oder klumpenförmiger Gestalt.
- Die EELGs sind bei geringer Rotverschiebung (z < 1) isolierte Systeme, die selten in Gruppen auftreten. In größeren Entfernungen sind die eventuell vorhandenen Begleiter zu lichtschwach, um sie nachweisen zu können.
- Die EELGs zeigen nur geringe Anzeichen für Staub, und ihre Sternpopulationen sind daher sehr jung, bevor sich eine große Anzahl an Supernovae und AGB-Sternen gebildet hat.
- Während die Häufigkeit von EELGs im lokalen Universum recht gering ist, nimmt sie bei Rotverschiebungen mit z > 2 um mehr als eine Größenordnung zu.

## Interpretation
Die Extreme Emission-Line Galaxies werden interpretiert als eine kurze Phase von bis zu 30 Millionen Jahren mit einem starken Starburst. Dabei erreicht die Sternentstehungsrate Werte bis zu 35 Sonnenmassen pro Jahr, wobei der Großteil der heute in Zwerggalaxien im lokalen Universum beobachteten Sterne entstanden sein dürfte. Die Extreme Emission-Line Galaxies entsprechen in ihren Eigenschaften extremen Beispielen von HII-Galaxien sowie den Blauen kompakten Zwerggalaxien im lokalen Universum.
Aus den beobachteten Häufigkeiten von EELGs wird geschlossen, dass die meisten Zwerggalaxien eine Phase als Extreme Emission-Line Galaxy durchlaufen haben.

## Besondere Objekte in EELGs
Wasserstoffarme superleuchtkräftige Supernova und weniger ausgeprägt lange Gamma Ray Bursts treten überproportional häufig in EELGs auf. Diese Ergebnisse unterstützen die Vermutungen, wonach diese Sternexplosionen nur in metallarmen Regionen bei Sternen von mehr als 75 Sonnenmassen auftreten.